# Sokushi Cheat ga Saikyō Sugite, Isekai no Yatsura ga Marude Aite ni Naranain Desu ga.
Sokushi Cheat ga Saikyō Sugite, Isekai no Yatsura ga Marude Aite ni Naranain Desu ga. (即死チートが最強すぎて、異世界のやつらがまるで相手にならないんですが。 Sokushi Chīto ga Saikyō Sugite, Isekai no Yatsura ga Marude Aite ni Naranain Desu ga.?), también conocida como My Instant Death Ability Is So Overpowered, No One in This Other World Stands a Chance Against Me!, es una serie de novelas ligeras japonesas escritas por Tsuyoshi Fujitaka. La serie se publicó originalmente el 21 de febrero de 2016 en el sitio web de publicación de novelas generadas por usuarios Shōsetsuka ni Narō, antes de publicarse impresa con ilustraciones de Chisato Naruse por Earth Star Entertainment a partir del 15 de octubre de 2016 bajo su sello Earth Star Novel. Hasta el momento se han publicado trece volúmenes. Una adaptación a manga con ilustraciones de Hanamaru Nanto, comenzó a serializarse en Comic Earth Star el 30 de marzo de 2018, y hasta el momento se ha recopilado en ocho volúmenes tankōbon. Una adaptación de la serie al anime de Okuruto Noboru se estrenó el 5 de enero de 2024.

## Sipnosis
Yogiri Takatō, estudiante de último año de la escuela secundaria, estaba en un viaje escolar cuando se despertó con un dragón asaltando su autobús turístico, con los únicos que aún estaban en el autobús siendo él y su compañera de clase, Tomochika Dannoura, al parecer, el resto de sus compañeros de clase habían recibido poderes especiales por parte de Sion, una mujer que se presentó como Sabio y se escapó al mandar un dragón, dejando a los que no habían recibido ningún poder especial como cebo de dragón. Y así, Yogiri fue arrojado a un universo paralelo lleno de peligro, sin idea de lo que acaba de suceder. Del mismo modo, Sion no tenía forma de saber qué tipo de ser había convocado a su mundo.

## Personajes
Yogiri Takatō (高遠 夜霧 Takatō Yogiri?)
 Seiyū: Kōki Uchiyama, Yō Taichi (niño)
Es un estudiante de secundaria que se vio transportado a otro mundo gracias a una mujer llamada Sion. Tras ser dejado a su suerte por sus compañeros de clase debido a su aparente impotencia y estado de inconsciencia, se encuentra acompañado por Tomochika, Ayaka Shinozaki y otro compañero de clase adicional. Su grupo es rápidamente atacado por un wyvern y considerado muerto. Sin que sus compañeros de clase ni los sabios "todopoderosos" que lo invocaron supieran, Yogiri ya poseía una habilidad especial y extremadamente poderosa antes de ser transportado a otro mundo: la muerte instantánea, que consiste en eliminar instantáneamente cualquier cosa con solo un pensamiento, sin importar cuán ilógico pareciera que funcionara. A pesar de esta asombrosa habilidad, le resulta imposible utilizarla para regresar a su hogar, lo que lo lleva a embarcarse en un viaje a través de este nuevo mundo en busca de una forma de regresar. Con el transcurso de la historia, poco a poco se descubre la verdadera naturaleza de Yogiri: un ser de terror sobrenatural que, por razones desconocidas, se manifestó en el antiguo mundo bajo la apariencia de Yogiri.
Tomochika Dannoura (壇ノ浦 知千佳 Dannoura Tomochika?)
 Seiyū: Miyu Tomita
Es una estudiante de secundaria que, junto con sus compañeros de clase, fue transportada a otro mundo por una mujer llamada Sion. Después de ser abandonada por sus compañeros de clase, rápidamente se hace amiga de Yogiri y se embarca en una aventura con él en el nuevo mundo exterior, con la esperanza de encontrar un nuevo camino de regreso a su mundo original.
Mokomoko Dannoura (壇ノ浦 もこもこ Dannoura Mokomoko?)
 Seiyū: Tomoko Kaneda
Es un fantasma y un antepasado de Tomochika. Ella fue la persona responsable de no permitir que el sistema de Sion se instalara en Tomochika como una forma de protegerla y luego se revela ante Tomochika y Yogiri.
Sion (シオン Shion?)
 Seiyū: Yui Horie
Es la Sabia responsable de la invocación de la clase de Yogiri a otro mundo y la antagonista principal. Ella misma fue convocada anteriormente al nuevo mundo y se convirtió en sabia al final de su aventura, pero debido a su inmenso poder mágico, su sentido común ha decaído un poco desde entonces. Después de enterarse de la existencia y habilidad de Yogiri, decidió desafiarlo a pesar de su conocimiento debido a su ideología.
Su verdadero nombre es Shion Ryuōin y es originaria de Japón. Sion es una mujer consentida que siempre tuvo todo lo que necesitaba debido a que era la sabia más fuerte que existe, siempre subía de nivel sin necesidad de hacer nada. Tiene la impresión de que siempre puede controlar a los seres convocados, porque ni siquiera puede imaginar que algo como ellos gane por sí solo. Además, generalmente trata a las personas débiles como herramientas o incluso basura y, como tal, piensa que no hay nadie que pueda enfrentarse a ella, siempre teniendo confianza en sí misma y en su "poder ilimitado".
A pesar de esto, parece que tenía un punto débil por su amigo y asistente Yūichi, a quien realmente valora y aparentemente tiene un interés romántico, ya su visión de la realidad de que ella es invencible se desmorona cuando ya no está con Yūichi.
Lain (レイン Rein?)
 Seiyū: Rina Satō
Es una sabia, vampiro y uno de los principales antagonistas del Volumen 1. Se solicitó su ayuda para lidiar con un caso de personas que morían en su territorio, supuestamente por magia de muerte instantánea, causada por Yogiri. Ella se interesa en su habilidad y procede a obtener más información sobre él. Finalmente, al descubrir todos los secretos de la habilidad de muerte instantánea que Yoigiri poseía, él intenta reclutar a un grupo de zombis para que estos puedan someterlo, pero fracasan y luego, intenta convocar muchos de sus clones para atraparlo, pero mueren asesinados por su habilidad (incluyendo ella misma). Aunque murió a causa de la habilidad de Yogiri, ella tenía un clon que tiene su propia voluntad y fue hecho para que le agradara Yogiri y no peleara contra él.
Daimon Hanakawa (花川 大門 Hanakawa Daimon?)
 Seiyū: Hiro Shimono
Es un estudiante de secundaria que fue transportado por primera vez a otro mundo por el mago principal del Reino de Iman para derrotar al Diablo. Después de derrotar al Diablo, lo envían de regreso a su mundo original. Más tarde, termina siendo convocado nuevamente al mundo anterior, pero esta vez, por una mujer llamada Sion. Más tarde se hace amigo de Higashida, quien finalmente es asesinado por Yogiri frente a Hanakawa. Hanakawa se rinde inmediatamente y le promete a Yogiri que no le hará ningún daño. Algunos capítulos más tarde, se involucra con uno de los engendros del Dios Oscuro, Lute, y continúa su viaje junto a él. Se puede decir que Hanakawa tiene muy mala suerte, ya que sigue metiéndose en situaciones problemáticas accidentalmente, pero también tiene una suerte anormal como para no morir nunca en ninguna de ellas.
Yūki Tachibana (橘 裕樹 Tachibana Yūki?)
 Seiyū: Yoshiki Murakami
Es un candidato sabio y uno de los compañeros de clase de Yogiri que fueron convocados junto con él. Es uno de los antagonistas del Volumen 1 y posee la Clase Dominator, una de las habilidades más poderosas del sistema, que le permite esclavizar a las personas y usarlas a su favor y también empoderarse a sí mismo. Encuentra a Tomochika por accidente e inmediatamente intenta convencerla de que se una a su harén y finalmente intenta asesinar a Yogiri en el proceso, pero su plan es desbaratado y Yogiri lo mata con su habilidad.
Asaka Takatō (高遠 朝霞 Takatō Asaka?)
 Seiyū: Lynn (actriz de voz)
Es la madre sustituta y tutora de Yogiri. Ella es una joven japonesa a quien el Instituto le encargó criarlo. Ella también fue quien nombró a Yogiri, quien luego procedió a tomar el apellido de ella como el suyo.
Rick
 Seiyū: Mark Ishii
Es uno de los compañeros de equipo de Yogiri durante los eventos del Volumen 2. Primero aparece como un candidato sabio que se ofrece para ayudar a Yogiri, Tomochika y Rainier durante el arco de prueba de Swordmaster. Después de convertirse en el nuevo Swordmaster, mata a Vahanato gracias a sus equipos, habilidades y bendiciones de la clase Swordmaster.
Lynel
 Seiyū: Shō Nogami
Es uno de los compañeros de Yogiri durante los eventos del Volumen 2. Se muestra como alguien que tiene muy mala suerte y constantemente se mete en situaciones problemáticas (al igual que Hanakawa) en contra de su voluntad, como ser herido por enemigos o ataques aleatorios de la nada, hasta el punto de perder órganos o partes del cuerpo. Después de aparentemente morir en su vida pasada, se encontró con una mujer que decía ser una diosa. Luego lo llevó a otro mundo para un nuevo comienzo, pero después de renacer su mala suerte aún persistía, por lo que le dieron las Piedras de Apología como disculpa, que podrían regenerar instantáneamente su cuerpo de cualquier lesión.
Theodisia
 Seiyū: Akira Sekine
Es una de las compañeras de Yogiri durante el Volumen 2 y el Volumen 5. Ella es la hermana de Euphemia y quien asesinó al primer Swordmaster por todos los crímenes que cometió contra su raza. Hoy en día, está buscando a su hermana desaparecida, a quien eventualmente encontrará al comienzo del Volumen 5.
Sora Akino (秋野 蒼空 Akino Sora?)
 Seiyū: Sayaka Kikuchi
Una chica hermosa, pura e inocente con una personalidad de buen corazón. Tiene un gran carisma y es admirada por sus compañeros. Antes de ser convocada a otro mundo, era una idol activa y era famosa tanto en la escuela como en el mundo del entretenimiento.
Ryōko Ninomiya (二宮 諒子 Ninomiya Ryōko?)
 Seiyū: Kiyono Yasuno
Es una candidata sabia y una de los compañeros de Yogiri durante el Volumen 4 en adelante. Ella es una de las personas que conoce los sellos de Yogiri y lo peligroso que es realmente debido a su experiencia con él en el mundo original, de donde vinieron originalmente. En el Viejo Mundo, el Instituto la envió para infiltrarse en la clase de Yogiri y vigilarlo.
Carol S. Lane (キャロル・S・レーン Kyaroru S Rēn?)
 Seiyū: Anna Suzuki
Es una candidata sabia y una de las compañeras de Yogiri durante el Volumen 4, además de ser la amiga más cercana de Ryōko. Ella proviene de un país extranjero. Carol es una chica que parece muy activa y feliz la mayor parte del tiempo, además es muy optimista. A ella le gusta meterse con sus amigos generalmente burlándose de ellos, algo que generalmente le hace a Tomochika.
Haruto Ōtori (鳳 春人 Ōtori Haruto?)
 Seiyū: Shōhei Komatsu
Un chico de secundaria con un ambiente intelectual. Da consejos precisos a sus compañeros de clase haciendo pleno uso de su "don", que le permite resolver lógicamente varios problemas.
Suguru Yazaki (矢崎 卓 Yazaki Suguru?)
 Seiyū: Shōgo Sakata
Un líder en la clase. Evalúa con calma la situación y planea una estrategia para ayudar a todos a sobrevivir. Sin embargo, a veces toma decisiones despiadadas y está dispuesto a hacer algunos sacrificios.
Aoi Hayanose (早瀬 あおい Hayanose Aoi?)
La antagonista menor del Volumen 2 y una de las sabias con mucha experiencia en asesinatos (no le importa si el objetivo es bueno o malo, siempre y cuando sea necesario) cuyo trabajo es lidiar y asesinar a los sabios perdidos e incluso a los candidatos a sabios. Es una chica muy tranquila que actúa con mucha cautela (a veces no mucho debido a su habilidad) y no le gusta correr riesgos innecesarios. Escucha los rumores de Hanakawa sobre Yogiri y comienza a buscarlo para poder investigar y acabar con su existencia. Al intentar realizar una evaluación de sus habilidades en Yogiri, su mente se volvió un manojo de mareos y nervios, haciendo que se diera cuenta de su verdadera naturaleza. Esto la obligó a mantenerse alegada de él y decidiera no pelear contra Yogiri.
Ayaka Shinozaki (篠崎綾香 Shinozaki Ayaka?)
 Seiyū: Rumi Ōkubo
Era una de los 4 estudiantes que se quedaron en el autobús como señuelo porque su don no se manifestó cuando fueron convocados. Aunque se pensaba que había muerto tras ser atacada por un dragón, en realidad era una ginoide que fue creada para ayudar a la humanidad a sobrevivir después del fin del mundo. Después de que Yogiri y Tomochika abandonan el autobús, Ayaka se reinicia, se transforma en el dragón que fue asesinado por Yogiri y lo usa para vengarse de sus compañeros que la abandonaron, un hecho que termina frustrado cuando Yogiri la asesina con su habilidad de muerte instantánea.

## Contenido de la obra

### Novela ligera
Sokushi Cheat ga Saikyō Sugite, Isekai no Yatsura ga Marude Aite ni Naranain Desu ga. es escrita por Tsuyoshi Fujitaka. La serie comenzó a publicarse en el sitio web de publicación de novelas generadas por usuarios Shōsetsuka ni Narō el 21 de febrero de 2016. Más tarde fue adquirida por Earth Star Entertainment, quien comenzó a publicar la serie impresa con ilustraciones de Chisato Naruse bajo su sello Earth Star Novel el 15 de octubre de 2016. Hasta el momento se han lanzado trece volúmenes.
En Anime Expo Lite 2020, J-Novel Club anunció que obtuvo la licencia de la novela ligera para su publicación en inglés. En Anime NYC 2022, J-Novel anunció que la novela ligera obtendrá un lanzamiento impreso de Yen Press.
| Volúmenes de novelas ligeras publicadas | Volúmenes de novelas ligeras publicadas | Volúmenes de novelas ligeras publicadas |
| Número                                  | Fecha de publicación                    | ISBN                                    |
| --------------------------------------- | --------------------------------------- | --------------------------------------- |
| 1                                       | 15 de octubre de 2016                   | ISBN 978-4-8030-0962-0                  |
| 2                                       | 15 de febrero de 2017                   | ISBN 978-4-8030-1000-8                  |
| 3                                       | 15 de julio de 2017                     | ISBN 978-4-8030-1084-8                  |
| 4                                       | 16 de enero de 2018                     | ISBN 978-4-8030-1149-4                  |
| 5                                       | 16 de agosto de 2018                    | ISBN 978-4-8030-1220-0                  |
| 6                                       | 15 de marzo de 2019                     | ISBN 978-4-8030-1283-5                  |
| 7                                       | 14 de septiembre de 2019                | ISBN 978-4-8030-1337-5                  |
| 8                                       | 15 de febrero de 2020                   | ISBN 978-4-8030-1389-4                  |
| 9                                       | 15 de julio de 2020                     | ISBN 978-4-8030-1434-1                  |
| 10                                      | 16 de diciembre de 2020                 | ISBN 978-4-8030-1482-2                  |
| 11                                      | 16 de julio de 2021                     | ISBN 978-4-8030-1528-7                  |
| 12                                      | 15 de diciembre de 2021                 | ISBN 978-4-8030-1595-9                  |
| 13                                      | 15 de diciembre de 2021                 | ISBN 978-4-8030-1657-4                  |

### Manga
Una adaptación a manga, titulada Sokushi Cheat ga Saikyō Sugite, Isekai no Yatsura ga Marude Aite ni Naranain Desu ga. —AΩ— (即死チートが最強すぎて、異世界のやつらがまるで相手にならないんですが。－AΩ－?), ilustrada por Hanamaru Nanto comenzó su serialización en Comic Earth Star el 30 de marzo de 2018. Earth Star Entertainment recopila sus capítulos individuales en volúmenes tankōbon. El primer volumen se publicó el 16 de agosto de 2018, y hasta el momento se han lanzado ocho volúmenes.
En julio de 2021, J-Novel Club anunció que también obtuvo la licencia de la adaptación de manga para su publicación en inglés. En Anime NYC 2022, J-Novel Club anunció que la adaptación de manga también será lanzada en forma impresa por Yen Press.
| Volúmenes de manga publicados | Volúmenes de manga publicados | Volúmenes de manga publicados |
| Número                        | Fecha de publicación          | ISBN                          |
| ----------------------------- | ----------------------------- | ----------------------------- |
| 1                             | 16 de agosto de 2018          | ISBN 978-4-8030-1219-4        |
| 2                             | 12 de marzo de 2019           | ISBN 978-4-8030-1276-7        |
| 3                             | 12 de septiembre de 2019      | ISBN 978-4-8030-1334-4        |
| 4                             | 12 de mayo de 2020            | ISBN 978-4-8030-1415-0        |
| 5                             | 11 de diciembre de 2020       | ISBN 978-4-8030-1474-7        |
| 6                             | 12 de agosto de 2021          | ISBN 978-4-8030-1547-8        |
| 7                             | 10 de febrero de 2022         | ISBN 978-4-8030-1614-7        |
| 8                             | 12 de diciembre de 2022       | ISBN 978-4-80-301722-9        |

### Anime
El 1 de diciembre de 2022 se anunció una adaptación de la serie de televisión al anime. La serie está producida por Okuruto Noboru y escrita y dirigida por Masakazu Hishida, con diseños de personajes a cargo de Sayuri Sakimoto y música compuesta por Hanae Nakamura, Tatsuhiko Saiki, Kanade Sakuma y Daisuke Kadowaki. La serie se estrenó el 5 de enero de 2024 en Tokyo MX y otras cadenas. El tema de apertura es «Killer Bars», interpetado por Hilcrhyme. Sentai Filmworks obtuvo la licencia de la serie fuera de Asia, y lo transmite en HIDIVE. Muse Communication obtuvo la licencia de la serie en el sudeste asiático.